# Tord Tamerlan Teodor Thorell
Tord Tamerlan Teodor Thorell o Tamerlan Thorell va ser un aracnòleg suec, nascut el 3 de maig de 1830 a Göteborg i mort el 22 de desembre 1901 a Helsingborg.

## Biografia
S'inicia donant conferències a la Universitat d'Uppsala el 1856. El 1859 va ser professor ajudant abans d'obtenir la càtedra de zoologia el 1864. Els problemes de salut ho van obligar a sortir de Suècia i es va traslladar al sud d'Europa el 1877.
Va coincidir amb el Marquès de Giacomo Doria (1840-1913), fundador del Museu Civico da Storia Naturale de Gènova. Thorell també va estudiar les col·leccions d'aranyes d'aquest museu.
Políglot, la seva gran reputació en aracnologia li va permetre tenir interessants converses amb els principals experts de la seva època com el britànic Octavius Pickard-Cambridge (1828-1917) o el francès Eugène Simon (1848-1924).
Va publicar dues obres importants: On European Spiders (1869) i Synonym of European Spiders (1870-73). Va descriure moltes noves espècies.

## Epònims
Existeixen dedicats a ell:
- Dos gèneres : Thorellina (Araneidae) i Thorelliola (Salticidae)
- Unes 30 espècies:
  - Araneus thorelli (Roewer, 1942) (Birmània) (Araneidae)
  - Gasteracantha thorelli Keyserling, 1864 (Madagascar) (Araneidae)
  - Leviellus thorelli (Ausserer, 1871) (Europa) (Araneidae)
  - Mandjelia thorelli (Raven, 1990) (Queensland) (Barychelidae)
  - Clubiona thorelli Roewer, 1951 (Sumatra) (Clubionidae)
  - Malamatidia thorelli Deeleman-Reinhold, 2001 (Sulawesi) (Clubionidae)
  - Corinnomma thorelli Simon, 1905 (Java) (Corinnidae)
  - Ctenus thorelli F. O. P.-Cambridge, 1897 (Ceilan) (Ctenidae)
  - Zelotes thorelli Simon, 1914 (Sur Europa) (Gnaphosidae)
  - Hypochilus thorelli Marx, 1888 (EUA) (Hypochilidae)
  - Idiops thorelli O. P.-Cambridge, 1870 (Sud-àfrica) (Idiopidae)
  - Trichopterna thorelli (Westring, 1861) (Paleàrtic) (Linyphiidae)
  - Lycosa thorelli (Keyserling, 1877) (Colòmbia a Argentina) (Lycosidae)
  - Lycosula thorelli (Berland, 1929) (Samoa, I. Marqueses) (Lycosidae)
  - Pardosa thorelli (Collett, 1876) (Noruega) (Lycosidae)
  - Mecicobothrium thorelli Holmberg, 1882 (Argentina, Uruguai) (Mecicobothriidae)
  - Miturga thorelli Simon, 1909 (Austràlia Occidental) (Miturgidae)
  - Spermophora thorelli Roewer, 1942 (Mianmar) (Pholcidae)
  - Cispius thorelli Blandin, 1978 (Congo) (Pisauridae)
  - Bavia thorelli Simon, 1901 (Sulawesi) (Salticidae)
  - Pancorius thorelli (Simon, 1899) (Sumatra) (Salticidae)
  - Talavera thorelli (Kulczyn'ski, 1891) (Paleàrtic) (Salticidae)
  - Pseudopoda thorelli Joer, 2001 (Birmània) (Sparassidae)
  - Afroblemma thorelli (Brignoli, 1974) (Angola, Tanzània) (Tetrablemmidae)
  - Mesida thorelli (Blackwall, 1877) (Seychelles) (Tetragnathidae)
  - Chilobrachys thorelli Pocock, 1900 (Índia) (Theraphosidae)
  - Cyriopagopus thorelli (Simon, 1901) (Malàisia) (Theraphosidae)
  - Helvibis thorelli Keyserling, 1884 (Perú, Brasil) (Theridiidae)
  - Theridion thorelli L. Koch, 1865 (Nova Gales del Sur) (Theridiidae)
  - Tmarus thorelli Comellini, 1955 (Congo) (Thomisidae)

## Obres
- 1856: Recensio critica aranearum suecicarum quas descripserunt Clerckius, Linnaeus, de Geerus. N. Act. reg. Soc. sci. Upsal. (3) 2(1): 61-176.
- 1858: Om Clercks original-spindelsammlung. Öfvers. Kongl. vet. Akad. Förh. 15: 143-154.
- 1858: Till kännedomen om slägten a Mithras och Uloborus. Öfvers. Kongl. vet. Akad. Förh. 15: 191-205.
- 1859: Nya exotiska Epeirider. Öfvers. Kongl. vet. Akad. Förh. 16: 299-304.
- 1868: Arachnida. In Eisen, G. & A. Stuxberg, Bidrag till kännedomen om Gotska-Sandön. Öfvers. Kongl. vet. Akad. Förh. 25: 379.
- 1868: Araneae. Species novae minusve cognitae. In Virgin, C. A., Kongliga Svenska Fregatten Eugenies Resa omkring Jorden. Uppsala, Zoologi, Arachnida, pp. 1–34.
- 1869: On European spiders. Part I. Review of the European genera of spiders, preceded by some observations on zoological nomenclature. Nova Acta reg. Soc. sci. Upsaliae (3) 7: 1-108.
- 1870: Remarks on synonyms of European spiders. Part I. Uppsala, pp. 1–96.
- 1870: On European spiders. Nov. Act. reg. Soc. sci. Upsaline (3) 7: 109-242.
- 1870: Araneae nonnullae Novae Hollandie, descriptae. Öfvers. Kongl. vet. Akad. Förh. 27: 367-389.
- 1871: Remarks on synonyms of European spiders. Part II. Uppsala, pp. 97–228.
- 1871: Om Arachnider fran Spitsbergin och Beeren-Eiland. Öfvers. Kongl. vet. Akad. Förh. 28: 683-702
- 1872: Remarks on synonyms of European spiders. Part III. Upsala, pp. 229–374.
- 1872: Om några Arachnider från Grönland. Öfvers. Kongl. vet. Akad. Förh. 29: 147-166.
- 1873: Remarks on synonyms of European spiders. Part IV. Uppsala, pp. 375–645.
- 1875: Diagnoses Aranearum Europaearum aliquot novarum. Tijdschr. Ent. 18: 81-108.
- 1875: Verzeichniss südrussischer Spinnen. Horae Soc. ent. Ross. 11: 39-122.
- 1875: Descriptions of several European and North African spiders. Kongl. Svenska. Vet.-Akad. Handl. 13(5): 1-203.
- 1875: Notice of some spiders from Labrador. Proc. Boston Soc. nat. Hist. 17: 490-504.
- 1875: On some spiders from New-Caledonia, Madagascar and Réunion. Proc. zool. Soc. Lond. 1875: 130-149.
- 1877: Due ragni esotici descritti. Ann. Mus. civ. stor. nat. Genova 9: 301-310.
- 1877: Studi sui Ragni Malesi e Papuani. I. Ragni di Selebes raccolti nel 1874 dal Dott. O. Beccari. Ann. Mus. civ. stor. nat. Genova 10: 341-637.
- 1877: Descriptions of the Araneae collected in Colorado in 1875, by A. S. Packard jun., M.D. Bull. U. S. geol. Surv. 3: 477-529.
- 1878: Notice of the spiders of the 'Polaris' expedition. Amer. Natural. 12: 393-396.
- 1878: Studi sui ragni Malesi e Papuani. II. Ragni di Amboina raccolti Prof. O. Beccari. Ann. Mus. civ. stor. nat. Genova 13: 1-317.
- 1881: Studi sui Ragni Malesi e Papuani. III. Ragni dell'Austro Malesia e del Capo York, conservati nel Museo civico di storia naturale di Genova. Ann. Mus. civ. stor. nat. Genova 17: 1-727.
- 1887: Viaggio di L. Fea in Birmania e regioni vicine. II. Primo saggio sui ragni birmani. Ann. Mus. civ. stor. nat. Genova 25: 5-417.
- 1890: Studi sui ragni Malesi e Papuani. IV, 1. Ann. Mus. civ. stor. nat. Genova 28: 1-419.
- 1890: Aracnidi di Nias e di Sumatra raccolti nel 1886 dal Sig. E. Modigliani. Ann. Mus. civ. stor. nat. Genova 30: 5-106.
- 1890: Diagnoses aranearum aliquot novarum in Indo-Malesia inventarum. Ann. Mus. civ. stor. nat. Genova 30: 132-172.
- 1890: Arachnidi di Pinang raccolti nel 1889 dai Signori L. Loria e L. Fea. Ann. Mus. civ. stor. nat. Genova 30: 269-383.
- 1891: Spindlar från Nikobarerna och andra delar af södra Asien. Kongl. Svenska. Vet.-Acad. Handl. 24(2): 1-149.
- 1892: Novae species aranearum a Cel. Th. Workman in ins. Singapore collectae. Boll. Soc. ent. ital. 24: 209-252.
- 1892: On some spiders from the Andaman Islands, collected by E. W. Oates, Esq. Ann. Mag. nat. Hist. (6) 9: 226-237.
- 1892: Studi sui ragni Malesi e Papuani. IV, 2. Ann. Mus. civ. stor. nat. Genova 31: 1-490.
- 1894: Förteckning öfver arachnider från Java och närgrändsande öar, insamlade af Carl Aurivillius; jemte beskrifningar å några sydasiatiska och sydamerikanska spindlar. Bih. Svenska. Vet.-Akad. Handl. 20(4): 1-63.
- 1894: Decas aranearum in ins. Singapore a Cel. Th. Workman inventarum. Boll. Soc. ent. ital. 26: 321-355.
- 1895: Descriptive catalogue of the spiders of Burma
- 1897, with J. Castelnau: Notes sur Hyptiotes anceps. Feuille jeun. Natural. 27: 107-111.
- 1897: Viaggio di Leonardo Fea in Birmania e regioni vicine. LXXIII. Secondo saggio sui Ragni birmani. I. Parallelodontes. Tubitelariae. Ann. Mus. civ. stor. nat. Genova (2) 17[=37]: 161-267.
- 1897: Araneae paucae Asiae australis. Bih. Svenska. Vet.-Akad. Handl. 22(6): 1-36.
- 1898: Viaggio di Leonardo Fea in Birmania e regioni vicine. LXXX. Secondo saggio sui Ragni birmani. II. Retitelariae et Orbitelariae. Ann. Mus. civ. stor. nat. Genova (2) 19[=39]: 271-378.
- 1899: Araneae Camerunenses (Africae occidentalis) quas anno 1891 collegerunt Cel. Dr Y. Sjöstedt aliique. Bih. Svenska. Vet.-Akad. Handl. 25(1): 1-105.